# David Dennis
David Dennis (ur. 30 maja 1980 w Nhulunbuy) – australijski wioślarz, reprezentant Australii w wioślarskiej ósemce  podczas Letnich Igrzysk Olimpijskich w Pekinie.

## Osiągnięcia
- Mistrzostwa Świata – Lucerna 2001 – ósemka – 7. miejsce[2].
- Mistrzostwa Świata – Mediolan 2003 – ósemka – 5. miejsce[2].
- Igrzyska Olimpijskie – Ateny 2004 – czwórka bez sternika – 4. miejsce[2].
- Igrzyska Olimpijskie – Pekin 2008 – ósemka – 6. miejsce[1].